# Cercle de Tominian
Le cercle de Tominian est une collectivité territoriale du Mali dans la région de Ségou.
Il compte 12 communes : Bénéna, Diora, Fangasso, Koula, Lanfiala, Mafouné, Mandiakuy, Ouan, Sanékuy, Timissa, Tominian et Yasso.